# Паров Анатолій Васильович
Паров Анатолій Васильович (нар. 17 вересня 1956, Москва, СРСР — пом. 28 вересня 2013, Москва, Росія) — радянський футболіст, що виступав на позиції захисника. Вихованець СДЮШОР «Динамо» (Москва). Відомий завдяки виступам у складі московських «Динамо» та «Локомотива». Викликався до лав збірної країни. Майстер спорту СРСР (1976).

## Життєпис
Анатолій Паров — вихованець московського «Динамо», де його першим тренером був Євген Байков. За першу команду почав виступати у віці 19 років і провів 75 матчів за 5 сезонів. У грі Кубка СРСР 1978 року проти московського «Торпедо» Володимир Сахаров завдав Парову важкої травми, що фактично перекреслила усю його подальшу кар'єру.
У 1981 році Анатолій перейшов до першолігового «Локомотива», згодом грав за команду «Динамо» (Кашира), а з 1986 року захищав кольори команди «Сибір» (Курган), що за період його виступів також носила назви «Торпедо» та «Уралець». У 1991 році остаточно вирішив завершити ігрову кар'єру.
28 вересня 2013 року Анатолій Паров помер на 58-му році життя.

## Виступи за збірну
| 01. | 28.11.1976 | Аргентина | «Рівер Плейт», Буенос-Айрес | Аргентина — СРСР | 0-0 | Товариський матч |  |  |  |
| 02. | 01.12.1976 | Бразилія  | «Маракана», Ріо-де-Жанейро  | Бразилія — СРСР  | 2-0 | Товариський матч |  |  |  |

## Досягнення
Командні трофеї
- Чемпіон СРСР (1): 1976 (в)
- Володар Кубка СРСР (1): 1977

Індивідуальні здобутки
- Майстер спорту СРСР (1976)
- У списках «33 найкращих футболістів СРСР» (2): 1976 (№ 3), 1977 (№ 3)